# Messier 75
Messier 75 (auch als NGC 6864 bezeichnet) ist ein 9,2 mag heller Kugelsternhaufen mit einer Winkelausdehnung von 6,8' im Sternbild Schütze. Er liegt von der Erde aus gesehen auf der anderen Seite unserer Milchstraße und zählt mit einer Entfernung von 67.500 Lichtjahren zu den entferntesten galaktischen Kugelsternhaufen und den entferntesten des Messier-Katalogs.